# Nikica Jelavić
Nikica Jelavić (hr[nîkitsa jělaʋitɕ]) (born 27 august 1985) este un fotbalist croat originar din Herțegovina care joacă pentru clubul Beijing Renhe din Superliga Chineză.

## Titluri

### Club

#### Hajduk Split
- Prva HNL: 2003–04, 2004–05
- Cupa Croației: 2003
- Supercupa Croației: 2004, 2005

#### Rangers
- Prima Ligă Scoțiană: 2010–11
- Cupa Ligii Scoției: 2011

## Legături externe
- Nikica Jelavić pe site-ul FIFA (arhivat)
- Nikica Jelavić – pe site-ul UEFA
- Nikica Jelavić la Soccerbase
- Nikica Jelavić pe site-ul National-Football-Teams.com
- Profil Arhivat în 4 iunie 2012, la Wayback Machine. la EvertonFC.com